# Erlbach (Haute-Bavière)
Pour les articles homonymes, voir Erlbach.
Erlbach est une commune de Bavière (Allemagne) de 1 194 habitants, située dans l'arrondissement d'Altötting et dans le district de Haute-Bavière.